# Chaenactis
Chaenactis es un género de plantas de la familia de las asteráceas. Comprende 59 especies descritas y solo 19 aceptadas.

## Descripción
Son flores silvestres nativas de América del Norte occidental, especialmente se encuentran en el desierto al suroeste de los Estados Unidos.  Hay muchas especies,  las cuales son muy variables en apariencia. Tienen el aspecto de un disco con muchas flores. Puede tener solo disco floral, pero a veces tienen también rayos florales a lo largo de los bordes de la corola. Pueden ser de color blanco a amarillo o rosa.

## Taxonomía
El género fue descrito por Augustin Pyrame de Candolle y publicado en Prodromus Systematis Naturalis Regni Vegetabilis 5: 659. 1836.

## Especies
Especies del género Chaenactis aceptadas hasta junio de 2012, ordenadas alfabéticamente. Para cada una se indica el nombre binomial seguido del autor, abreviado según las convenciones y usos.
- Chaenactis alpigena C.W. Sharsmith
- Chaenactis artemisiifolia (Harvey & Gray ex Gray) Gray
- Chaenactis carphoclinia Gray
- Chaenactis cusickii Gray
- Chaenactis douglasii (Hook.) Hook. & Arn.
- Chaenactis evermannii Greene
- Chaenactis fremontii Gray
- Chaenactis glabriuscula DC.
- Chaenactis leucopsis Greene
- Chaenactis macrantha D.C. Eat.
- Chaenactis nevadensis (Kellogg) Gray
- Chaenactis nevii Gray
- Chaenactis parishii Gray
- Chaenactis santolinoides Greene
- Chaenactis stevioides Hook. & Arn.
- Chaenactis suffrutescens Gray
- Chaenactis thompsonii Cronq.
- Chaenactis xantiana Gray